# Kalki Koechlin
Kalki Koechlin (Puducherry, 10 gennaio 1984) è un'attrice indiana.

## Biografia
Ha origini francesi da parte di entrambi i genitori.
Dal 2011 al 2015 è stata sposata con il cineasta Anurag Kashyap.

## Filmografia parziale

### Cinema
- Dev.D, regia di Anurag Kashyap (2009)
- The Film Emotional Atyachar, regia di Akshay Shere (2010)
- Zindagi Na Milegi Dobara, regia di Zoya Akhtar (2011)
- Shaitan, regia di Bejoy Nambiar (2011)
- That Girl in Yellow Boots, regia di Anurag Kashyap (2011) - anche sceneggiatrice
- My Friend Pinto, regia di Raaghav Dar (2011)
- Shanghai, regia di Dibakar Banerjee (2012)
- Yeh Jawaani Hai Deewani, regia di Ayan Mukerji (2013)
- Ek Thi Daayan, regia di Kannan Iyer (2013)
- Happy Ending, regia di Raj & D.K. (2014)
- Margarita with a Straw, regia di Shonali Bose (2014)
- Waiting, regia di Anu Menon (2015)
- Uno più una (Un + une), regia di Claude Lelouch (2015)
- A Death In The Gunj, regia di Konkona Sen Sharma (2016)
- Mantra, regia di Nicholas Kharkongor (2016)
- Ribbon, regia di Rakhee Sandilya (2017)
- Jia Aur Jia, regia di Howard Rosemeyer (2017)
- Gully Boy, regia di Zoya Akhtar (2019)
- Paava Kadhaigal, registi vari (2020)

### Televisione
- Kalki's Great Escape (2016)
- Sacred Games (2018-2019)

### Web
- Smoke (2018)
- Made in Heaven (2019-in corso)

## Premi
- Filmfare Awards
  - 2010: "Best Supporting Actress"
- National Film Awards
  - 2016: "Special Jury Award"
- Screen Awards
  - 2012: "Best Ensemble Cast"
  - 2016: "Best Actress (Jury)"
- Global Indian Film and Television Honours
  - 2012: "Best Supporting Actress"
- MetroPlus Playwright Award
  - 2009: "Best English Theatre Script"
- Times of India Film Awards
  - 2016: "Best Actress (Critics)"
- Tallinn Black Nights Film Festival
  - 2016: "Best Actress"
- Vancouver International Women in Film Festival
  - 2016: "Best Performance"